# Гусев, Владислав Алексеевич
Владисла́в Алексе́евич Гу́сев (12 июля 1936, Ленинград — 22 октября 2005, Санкт-Петербург) — советский и российский спортивный журналист и телекомментатор, в прошлом футболист, первый президент футбольного клуба «Зенит».

## Биография
Родился 12 июля 1936 года в Ленинграде в спортивной семье. Учился в Ленинградском институте авиационного приборостроения (ныне — ГУАП), который окончил с отличием. В 1957 году, будучи воспитанником группы подготовки при ГОМЗе (ныне ЛОМО), получил приглашение в команду класса «Б» «Буревестник», а спустя два года — в «Зенит». Но в «Зените» закрепиться не удалось. Гусев провёл несколько лет в команде Таллина, а затем пять сезонов выступал за ленинградское «Динамо». Играл на позиции защитника, был удостоен звания мастера спорта. После завершения футбольной карьеры Гусев получил второе высшее образование и защитил диссертацию, став кандидатом педагогических наук.
В 1970-х годах начал работу на телевидении. Отличительными чертами Гусева-комментатора были мягкий, доверительный голос, интеллигентность, хорошее понимание игры.
В августе 1990 года был зарегистрирован ленинградский городской футбольный клуб «Зенит». Владислав Гусев был избран его президентом. Гусев надеялся, что его авторитет поможет новорождённому клубу, но в условиях тяжелейшей экономической ситуации в городе и стране, ненадежности спонсоров и недобросовестности учредителей нормальной работы у него не получилось. Его стали обвинять в отсутствии «хозяйственной жилки» и неспособности предотвратить кризис в команде. Между президентом Гусевым и тогдашним главным тренером «Зенита» Юрием Морозовым возник конфликт, после которого Морозов был уволен. Апофеозом внутренней напряженности в команде стал скандальный эпизод после гостевой игры с воронежским «Факелом» в 1992 году, когда футболист «Зенита» Алимжон Рафиков ударил собственного президента. В 1992 году, после того как «Зенит» вылетел из Высшей лиги, Владислав Гусев был уволен. Его сменил Леонид Туфрин. Несмотря на общий печальный итог работы, Гусеву удалось не допустить развала команды, который в то время был вполне реален, и сохранить целое поколение молодых футболистов, вернувшееся в середине 90-х в элитную национальную лигу.
Гусев продолжил работать спортивным журналистом и комментатором. В 1994 году он работал на Чемпионате мира по футболу в США, где комментировал, в частности, знаменитый матч Россия-Камерун. В дальнейшем работал на петербургском телевидении в качестве комментатора и ведущего спортивных программ. Он также занимался педагогической деятельностью как доцент кафедры футбола и хоккея Института физкультуры им. Лесгафта
Скончался на 70-м году жизни 22 октября 2005 года в Санкт-Петербурге после тяжелой болезни. Похоронен на Казанском кладбище г. Пушкина. В Сестрорецке проводится ежегодный турнир любительских команд его памяти.